# Клермон-д’Эксидёй
Клермо́н-д’Эксидёй (фр. Clermont-d'Excideuil) — коммуна во Франции, находится в регионе Аквитания. Департамент — Дордонь. Входит в состав кантона Иль-Лу-Овезер. Округ коммуны — Перигё.
Код INSEE коммуны — 24124.

## География
Коммуна расположена приблизительно в 400 км к югу от Парижа, в 145 км северо-восточнее Бордо, в 33 км к северо-востоку от Перигё.

### Климат
Климат умеренный океанический со средним уровнем осадков, которые выпадают преимущественно зимой. Лето здесь долгое и тёплое, однако также довольно влажное, здесь не бывает регулярных периодов летней засухи. Средняя температура января — 5 °C, июля — 18 °C. Изредка вследствие стечения неблагоприятных погодных условий может наблюдаться непродолжительная засуха или случаются поздние заморозки. Климат меняется очень часто, как в течение сезона, так и год от года.

## Население
Население коммуны на 2010 год составляло 258 человек.
| 1962 | 1968 | 1975 | 1982 | 1990 | 1999 | 2010 |
| ---- | ---- | ---- | ---- | ---- | ---- | ---- |
| 301  | 289  | 253  | 255  | 255  | 253  | 258  |

## Администрация
| Период | Период | Фамилия    | Партия          | Примечания |
| ------ | ------ | ---------- | --------------- | ---------- |
| 1995   | 2008   | Клод Жако  |                 | профессор  |
| 2008   | 2014   | Клод Эмери | Союз демократов | фермер     |
| 2014   | 2020   | Ги Констан |                 |            |

## Экономика
В 2010 году среди 142 человек трудоспособного возраста (15-64 лет) 83 были экономически активными, 59 — неактивными (показатель активности — 58,5 %, в 1999 году было 65,2 %). Из 83 активных жителей работали 80 человек (42 мужчины и 38 женщин), безработных было 3 (1 мужчина и 2 женщины). Среди 59 неактивных 14 человек были учениками или студентами, 30 — пенсионерами, 15 были неактивными по другим причинам.

## Фотогалерея

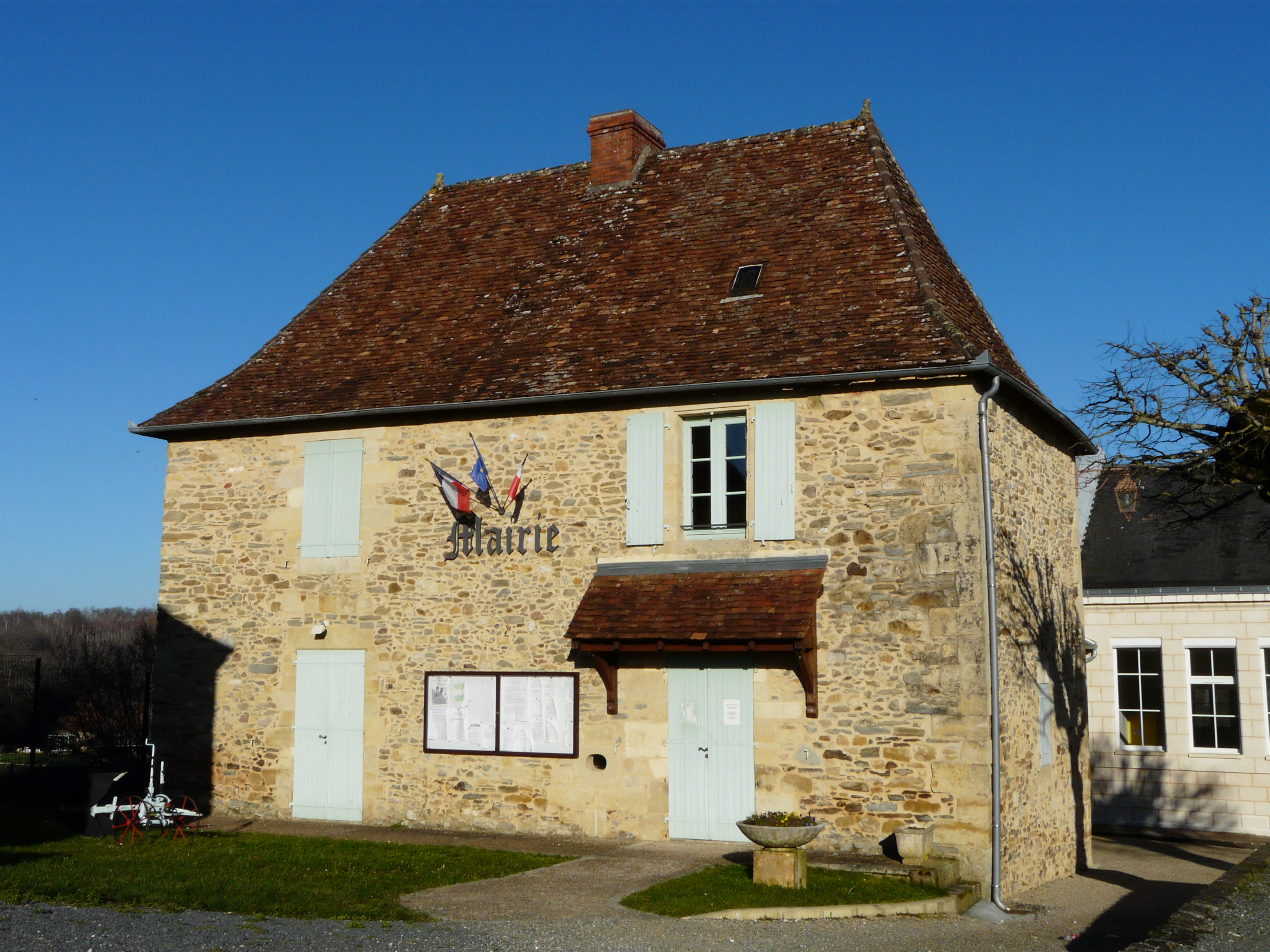
Мэрия
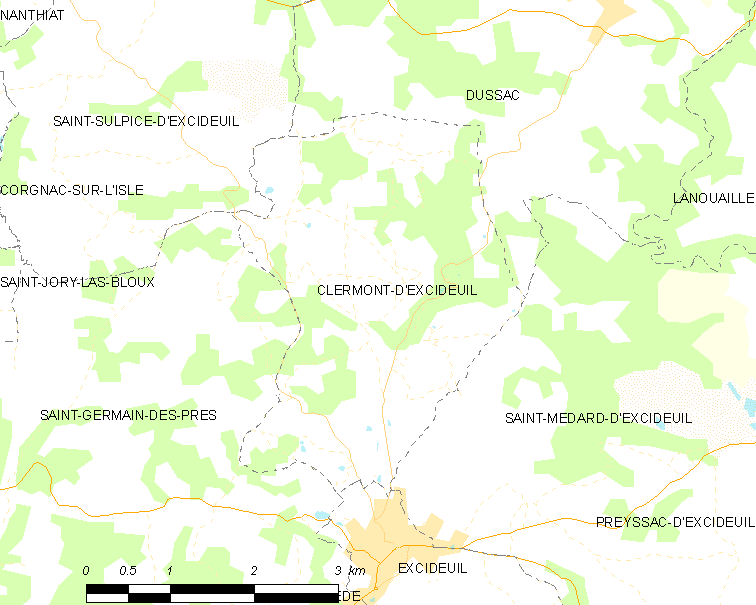
Карта коммуны